# أكوا بونتي
أكوا بونتي للتقنيات هي شركة أمريكية تعمل في مجال التقنيات الحيوية، ويقع مقرها الرئيسي في مدينة ماينارد بولاية ماساتشوستس في الولايات المتحدة الأمريكية. تتميز الشركة ببحوثها وتطويرها للأسماك المعدلة وراثيًا بهدف زيادة الإنتاجية من الثروة السمكية، وتحسين تربية الأحياء المائية. حصلت الشركة في عام 2020 على موافقة الهيئات المعنية على بيع أسماك السلمون المعدلة وراثيًا في كل من كندا والولايات المتحدة الأمريكية.

## لمحة تاريخية
طورت التقنية الوراثية الأساسية التي تسرع النمو وتقلل من الوقت اللازم لتسويق أسماك سلمون أكوا أدفانتج في عام 1989 في جامعة ميموريال في جزيرة نيوفاوندلاند بكندا. وقُدمت في عام 2003 أول دراسة تنظيمية للأسماك في الولايات المتحدة الأمريكية إلى إدارة الغذاء والدواء، والتي قررت أن الأسماك آمنة للأكل ولا تشكل أي تهديد على البيئة عند استزراعها في مزارع تربية الأحياء المائية البرية. وفي عام 2012 تقدمت الشركة إلى وزارة الصحية الكندية للسماح ببيع الأسماك المعدلة وراثيًا في كندا وحصل الطلب على الموافقة في وقت لاحق. حصل سلمون أكوا أدفانتج على موافقة إدارة الغذاء والدواء الأمريكية في عام 2015. وحصدت الشركة أول إنتاجها من أسماك السلمون المعدلة وراثيا في الولايات المتحدة الأمريكية في عام 2020 في مزرعة إنديانا المائية الخاصة بالشركة.

## المنتجات
قامت الشركة بتطوير هجين من أسماك السلمون والسلمون المرقط والبلطي المصمم لكي ينمو بشكل أسرع من الأسماك التقليدية. كان السلمون المعدل وراثيًا هو الوحيد الذي حصل على موافقة الحكومة بالبيع والاستهلاك في كل من كندا والولايات المتحدة الأمريكية، وهو أول حيوان معدل وراثيًا تمت الموافقة عليه للاستهلاك.
يحتوي سمك السلمون الأطلسي الهجين على جين من سمك السلمون من نوع شينوك، والذي يحمل نسخة واحدة من شكل α المتكامل بشكل ثابت من بناء الجين opAFP-GHc2 في موضع α في خط EO-1α (Ocean Pout AKA Eel). حصلت شركة أكوا بونتي على براءة الاختراع لهذا النوع من أسماك السلمون وحملت العلامة التجارية له اسم سلمون أكوا أدفانتج، وهي أنثى سلمون أطلسية معقمة يمكن أن تنمو إلى حجم البيع في السوق في نصف وقت نمو السلمون التقليدي.
أفادت التقارير أن شركة أكوا بونتي قامت بأول عملية بيع لها، والتي بلغت حوالي 4.5 طن متري (4.4 طن طويل ؛ 5.0 طن قصير)، من سمك سلمون أكوا أدفانتج للعملاء الكنديين في يوليو 2017.  ثم بدأت بعد ذلك مبيعات المنتج في الولايات المتحدة الأمريكية في مايو 2021.

## الوضع المالي للشركة
ذكرت مقالة نُشرت في صحيفة نيويورك تايمز الأمريكية في عام 2012 أن الوضع المالي لشركة أكوا بونتي لم يكن في حالة جيدة، وكان على الشركة خفض عدد الموظفين من 27 إلى 12. وفي مارس 2012 جمعت شركة أكوا بونتي 2 مليون دولار أمريكي من رأس المال الجديد المضاف إلى الشركة، والذي استمر فقط حتى نهاية السنة. كما امتلك المستثمر الجورجي كاخا بيندوكيدز حصّة قُدّرت بحوالي 47.6٪ من أسهم الشركة قبل بيعه لشركة الأحياء الاصطناعية الأمريكية إنتريكسون في أكتوبر 2012. وقد استثمرت شركة إنتريكسون مبلغ 500000 دولار أمريكي في تمويل الأبحاث، وعرضت شراء بقية الشركة. ثم استحوذت شركة إنتريكسون على غالبية ملكية شركة أكوا بونتي في عام 2013. ولكن في عام 2019 باعت شركة إنتريكسون شركة أكوا بونتي، والتي استمر عملها كشركة عامة - إلى شركة تي إس أكوا كالتشر، وهي شركة خاصة تديرها شركة ثيرد سيكيوريتي، وهي شركة ذات رأس مال مخاطر يشغل رئيس مجلس إدارة شركة إنتريكسون السابق راندال ج. كيرك منصب الرئيس التنفيذي لها.